# جوزف روشفورت
جوزف جان روشفورت (زاده ۱۲ مه ۱۹۰۰ – درگذشته ۲۰ ژوئیه ۱۹۷۶) افسر نیروی دریایی و تحلیلگر رمز آمریکایی بود. او یکی از افراد برجسته در عملیات رمزنگاری و اطلاعاتی نیروی دریایی ایالات متحده از سال ۱۹۲۵ تا ۱۹۴۶، به ویژه در نبرد میدوی، بود. کمک‌های او و تیمش برای پیروزی در جنگ اقیانوس آرام بسیار مهم بود.

## در آغاز کار
روشفورت در دیتون، اوهایو به دنیا آمد. در سال ۱۹۱۷، در حالی که هنوز دانش‌آموز دبیرستان در لس‌آنجلس بود، بدون اخذ مدرک دیپلم به نیروی دریایی ایالات متحده پیوست. او هنگام ثبت نام در نیروی دریایی در سال ۱۹۱۸ به دروغ سال تولد خود را ۱۸۹۸ ذکر کرد تا با سن تقریبی ۲۱ سال واجد شرایط خدمت باشد. این تعدیل در کل دوران حرفه ای او ادامه داشت. او پس از فارغ‌التحصیلی در ۱۴ ژوئن ۱۹۱۹ از دانشکده مهندسی بخار نیروی دریایی ایالات متحده در مؤسسه فناوری استیونز، به عنوان پرچمدار مأمور شد، و بعداً در سال ۱۹۱۹، افسر مهندسی نفت‌کش یو اس اس کویاما شد.
هنگامی که یکی از افسران مافوقش میل وافر روشفور به حل جدول کلمات متقاطع و مهارت ماهرانه او در بازی با پل حراج، نوعی بازی کارتی پیشرفته، را مشاهده کرد او را برای دوره رمزنگاری نیروی دریایی در واشینگتن دی سی توصیه کرد
دوره‌های داخلی روشفورت شامل آموزش رمزنگاری به عنوان دستیار کاپیتان لورانس سافورد و کار با کدشکن اگنس مایر دریسکول در سال ۱۹۲۴ بود.
او بین سال‌های ۱۹۲۶ تا ۱۹۲۹ مدتی به عنوان رئیس دوم بخش ارتباطات نیروی دریایی سازمان رمزنگاری جدید ایجاد شده، OP-20-G، خدمت کرد؛ آموزش زبان ژاپنی از ۱۹۲۹ تا ۱۹۳۲؛ و مأموریت اطلاعاتی دو ساله در منطقه یازدهم نیروی دریایی، سن دیگو، از سال ۱۹۳۶ تا ۱۹۳۸. تا سال ۱۹۴۱، روشفورت نه سال را در مأموریت‌های رمزنگاری یا اطلاعاتی و چهارده سال را در دریا با ناوگان ایالات متحده در موقعیت‌هایی با مسئولیت فزاینده گذراند.

## جنگ جهانی دوم

### پرل هاربر
در اوایل سال ۱۹۴۱، لورانس سافورد، رئیس OP-20-G در واشینگتن، روشفورت را به هاوایی فرستاد تا افسر مسئول ایستگاه هیپو ("H" برای هاوایی در الفبای آوایی نیروی دریایی در آن زمان) در پرل هاربر شود. در این زمان روشفورت زبان‌شناس متخصص ژاپنی و رمزنگاری آموزش دیده بود.
روشفورت خود بسیاری از کارکنان هیپو را انتخاب کرد و در زمان حمله به پرل هاربر بسیاری از بهترین رمزنگاران، تحلیلگران ترافیک و زبان شناسان نیروی دریایی ایالات متحده را از جمله جوزف فینگان را استخدام کرده بود. تیم روشفورت مأمور شد تا امن‌ترین سیستم رمزی نیروی دریایی ژاپن، کد افسران پرچم را بشکند، در حالی که رمزنگاران نیروی دریایی در ایستگاه کست CAST (کاویته در فیلیپین) و OP-20-G در واشینگتن (NEGAT, "N" برای نیروی دریایی بخش) روی رمز اصلی ناوگان، کدهای نیروی دریایی ژاپن (JN-25) متمرکز شده بود.
روشفورت رابطه کاری نزدیکی با ادوین تی لیتون داشت که اولین بار در سفر به توکیو، هنگامی که هر دو به درخواست نیروی دریایی برای یادگیری ژاپنی فرستاده شده‌بودند ملاقات نمود. در سال ۱۹۴۱، لیتون افسر ارشد اطلاعات دریاسالار هازبند کیمل، فرمانده ناوگان اقیانوس آرام (CINCPAC) بود. هم او و هم روشفور از دسترسی به رمزگشایی پیام‌های دیپلماتیک ارسال شده به رمز بنفش، رمز دیپلماتیک بالاترین سطح، در ماه‌های قبل از حمله ژاپن، به دستور مدیر بخش برنامه‌های جنگ، ریچموند کی ترنر، محروم شدند.

### نبرد میدوی
پس از حمله ژاپنی‌ها به پرل هاربر، رمزنگاران نیروی دریایی، با کمک هر دو رمزنگار بریتانیایی در دفتر ترکیبی شرق دور (در سنگاپور؛ بعدها در کلمبو، کنیا، کلمبو)، و رمزنگاران هلندی (در هند شرقی هلند)، ترکیب شدند تا به اندازه کافی ترافیک جی‌ان۲۵ (JN-25) رمزگشایی نمایند تا برای ارائه گزارش‌ها و ارزیابی‌های اطلاعاتی مفید در مورد وضعیت و نیات نیروهای ژاپنی در اوایل سال ۱۹۴۲ مفید واقع شوند. روشفور اغلب روزها بدون بیرون آمدن از پناهگاه خود، جایی که او و کارکنانش ۱۲ ساعت در روز یا حتی بیشتر را صرف رمزگشایی ترافیک رادیویی ژاپن می‌کردند طی می‌کرد. او اغلب یونیفورم خاکی و دمپایی‌هایش را می‌پوشید و برخی روزها را بدون حمام می‌گذراند.
ایستگاه هیپو HYPO معتقد بود که حمله بعدی ژاپن در اقیانوس آرام مرکزی خواهد بود و آنها توانستند دریاسالار چستر دبلیو نیمیتز (جایگزین کیمل) را متقاعد کنند. OP-20-G (با پشتیبانی ایستگاه CAST) اصرار داشت که حمله در جای دیگری در اقیانوس آرام، احتمالاً جزایر آلوتی، احتمالاً پورت مورسبی در پاپوآ گینه نو، یا حتی سواحل غربی ایالات متحده باشد. OP-20-G، که بازسازی شده بود (سافورد با فرمانده جان ردمن، افسر ارتباطات آموزش ندیده در تحلیل رمز جایگزین شده بود) موافقت کرد که حمله برای اواسط ژوئن برنامه‌ریزی شده بود، نه اواخر ماه مه یا اوایل ژوئن، همان‌طور که روشفورت اظهار داشت. ردمن همچنین گفت که راشفور «همکاری نمی‌کند» و باید روی بازیابی افزودنی رمزها تمرکز کند. دریاسالار ارنست کینگ، مافوق نیمیتز در واشینگتن، توسط OP-20-G متقاعد شد. روشفور معتقد بود که گروه کد ناشناخته، ای‌اف AF، به میدوی اشاره می‌کند.
یکی از کارکنان ایستگاه هیپو (HYPO)، جاسپر هولمز، ایده اعلام هشدار دروغ نقص در منبع آب جزیره میدوی که در یک پیام رمزگذاری نشده مخابره می‌شد را به امید برانگیختن واکنش ژاپنی پیشنهاد کرد. با اجرای این ایده مشخص می‌شد که آیا میدوی هدف مورد نظر ژاپنی‌ها بوده است یا خیر. روشفور این ایده را به لیتون برد و او آن را به نیمیتز داد. با تأیید نیمیتز تأیید با کابل زیردریایی به فرمانده پادگان میدوی گفته شد که فوراً یک درخواست اضطراری برای آب به زبان ساده رادیو کند و اینکه انفجار در سیستم نمک‌زدایی آب به این معنی بود که آنها فقط برای دو هفته آب کافی دارند. یک گزارش ظاهراً «پیگیری» قرار بود در یکی از سیستم‌های رمز نواری که ژاپنی‌ها در ویک به دست آورده‌بودند، تهیه شود. از آنجایی که برنامه این بود که واشینگتن را متقاعد کند، روشفور با درایت به واحد رادیویی ناوگان ملبورن (FRUMEL) اجازه داد با گزارش پیامی از واحد هوایی ای‌اف (AF) که می‌گفت آنها فقط آب کافی برای دو هفته دارند «این هویت AF را تایید می‌کرد». روشفور سپس پیام یادآوری را در روز جمعه ارسال کرد.
ژاپنی‌ها طعمه را گرفتند. در عرض چند ساعت، آنها دستورالعمل‌هایی را برای بارگیری تجهیزات نمک‌زدایی اضافی پخش کردند که این عمل آن‌ها تجزیه و تحلیل روشفور را تأیید کرد. لیتون خاطرنشان می‌کند که دستورالعمل‌های ژاپنی‌ها «یک جایزه غیرمنتظره هم تولید کردند». آنها فاش کردند که حمله قرار بود قبل از اواسط ژوئن انجام شود.
در واشینگتن، دریاسالار ارنست جی کینگ، که به شدت از روشفور بدش می‌آمد، هنوز در مورد تاریخ حمله متقاعد نشده بود. داده‌های تاریخ و زمان در پیام‌های نیروی دریایی ژاپن حتی قبل از اینکه در JN-25 رمزگذاری شوند، «ابر رمزگذاری» یا رمزگذاری شده بودند. HYPO تمام تلاش خود را برای رفع این مشکل با جستجو در پشته‌های چاپ شده و کارت‌های پانچ شده برای دنباله‌های اعداد پنج رقمی انجام داد. پس از یافتن کدهای درجه پایین، تیم تصمیم گرفت خود رمز را باز کند. لیتون به ستوان جوزف فینیگان برای کشف «روشی که ژاپنی‌ها برای قفل کردن گروه‌های تاریخ خود استفاده کرده بودند» اعتبار می‌دهد. رهگیری ۲۶ می با دستور دو گروه ناوشکن که ترابری تهاجمی را همراهی می‌کردند با این جدول تجزیه و تحلیل شد و «واقعاً تاریخ محوری عملیات» را ۴ یا ۵ ژوئن تعیین کرد.
در ماه می ۱۹۴۲، روشفور و گروهش روزانه ۱۴۰ پیام را رمزگشایی، ترجمه، بررسی، تجزیه و تحلیل و گزارش کردند. در طول یک هفته قبل از صدور دستورهای نهایی نیمیتز، «رمزگشایی‌ها با نرخ پانصد تا هزار در روز پردازش می‌شد.»
هنگامی که نیمیتز روشفور را برای مدال خدمات ممتاز نیروی دریایی توصیه کرد، این توصیه توسط کینگ رد شد و او به‌طور ناعادلانه روشفور را «یکی از غیرنظامی‌ترین افسرانی که تا به حال با او برخورد کرده بود» در نظر گرفت. روشفور همچنین به نیمیتز گفت که این توصیه را متوقف کند زیرا فقط «مشکل ایجاد می‌کند». منابع دیگر نشان می‌دهند که روشفور در طول زندگی‌اش به رسمیت شناخته نشد، زیرا او را قربانی شرمساری OP-20-G کردند. ردمن (که برادرش دریاسالار با نفوذ جوزف ردمن بود) از عملکرد ایستگاه هاوایی به کینگ شکایت کرد. در نتیجه، روشفورت از تحلیل رمز به فرماندهی حوض خشک شناور ABSD-2 در سانفرانسیسکو منصوب شد. روشفور دیگر هرگز در دریا خدمت نکرد. این واقعیت که روشفور در آن زمان به رسمیت شناخته نشد، توسط برخی به عنوان یک خشم و نمونه ای از انتقام‌گیری‌های شخصی غیرمولد کینگ بود. با این حال، در پایان جنگ با وجود مخالفت کینگ، به او نشان لژیون افتخار اهدا شد.
روشفور پس از جنگ، ریاست گروه اطلاعات استراتژیک اقیانوس آرام در واشینگتن را بر عهده داشت. او در سن ۷۶ سالگی در تورنس، کالیفرنیا درگذشت.

## جوایز
در سال ۱۹۸۵، روشفور پس از مرگ مدال خدمات ممتاز نیروی دریایی را دریافت کرد. در سال ۱۹۸۶، مدال آزادی ریاست جمهوری را پس از مرگ دریافت کرد. در سال ۲۰۰۰، او به آژانس امنیت ملی، تالار مشاهیر خدمات امنیت مرکزی معرفی شد.

## بنای یادبود
در ۶ ژانویه ۲۰۱۲، ساختمان کاپیتان جوزف جی روشفور در تأسیسات آزانس امنیت ملی در پایگاه مشترک پرل هاربر هیکام آنکس، هاوایی اختصاص یافت.

## تصویرسازی‌ها
در فیلم میدوی ساخت ۱۹۷۶ با بازی چارلتون هستون و هنری فوندا، روشفور توسط هال هالبروک به تصویر کشیده شد. روشفور یک ماه پس از اکران فیلم درگذشت. در فیلم میدوی ۲۰۱۹، بازیگر نقش برنان براون او را بازی کرد.